# José María Palacín
José María Palacín Salgado es un exciclista profesional español. Nació en San Sebastián (País Vasco) el 25 de noviembre de 1964. 
Paso al profesionalismo tras su victoria en la Bira del año 1986. Sólo fue profesional tres temporadas entre 1987 y 1989.
Su hermano menor Javier Palacín también fue ciclista profesional.

## Palmarés
No obtuvo victorias en el campo profesional.

## Resultados en Grandes Vueltas y Campeonato del Mundo
Durante su carrera deportiva ha conseguido los siguientes puestos en las Grandes Vueltas y en los Campeonatos del Mundo en carretera:
| Carrera         | 1987  | 1988 | 1989 |
| --------------- | ----- | ---- | ---- |
| Giro de Italia  | 130.º | -    | -    |
| Tour de Francia | -     | -    | -    |
| Vuelta a España | -     | -    | Ab.  |
| Mundial en Ruta | -     | -    | -    |

-: No participa

Ab.: Abandono

## Equipos
- Zahor Chocolates (1987-1988)
- Puertas Mavisa (1989)